# Passiflora hahnii
Passiflora hahnii (E.Fourn.) Mast. – gatunek rośliny z rodziny męczennicowatych (Passifloraceae Juss. ex Kunth in Humb.). Występuje naturalnie na obszarze od Meksyku aż po Kolumbię.

## Morfologia
PokrójZdrewniałe, trwałe, nagie liany.
LiściePotrójnie klapowane, rozwarte lub ostrokątne u podstawy. Mają 5–14,5 cm długości oraz 3,5–13 cm szerokości. Całobrzegie, z tępym lub ostrym wierzchołkiem. Ogonek liściowy jest nagi i ma długość 15–30 mm. Przylistki są w kształcie nerki, mają 6–27 mm długości.
KwiatyPojedyncze lub zebrane w pary. Działki kielicha są podłużne, białawe, mają 1,7–3 cm długości. Płatki są podłużnie owalne, białe, mają 7–8 cm długości. Przykoronek ułożony jest w 1–5 rzędach, żółtawy, ma 2–15 mm długości.
OwoceSą prawie kulistego kształtu. Mają 4–5 cm średnicy.

## Biologia i ekologia
Występuje w lasach na wysokości 1000–2100 m n.p.m.